# Chlorodrepanis stejnegeri
Chlorodrepanis stejnegeri (лат.) — вид птиц семейства вьюрковых. Видовое название дано в честь норвежского зоолога Леонарда Штейнегера (1851—1943).
Эндемик Гавайских островов. Распространён во внутренних горных районах острова Кауи. Ещё до начала XX века птица был распространён по всему острову, но после 1900 года он стал редким в равнинных лесах.
Птица длиной 11 см, весом 15—20 г. Тело рыхлое с округлой головой, коническим клювом, с согнутыми вниз кончиками, и коротким хвостом. Верхняя часть тела оливкового цвета с чёрными маховыми перьями и хвостом. Нижняя часть тела серовато-жёлтая. Лицевая маска тёмно-серая. Клюв чёрный. Глаза коричневые.
Обитает во влажных горных лесах с преобладанием деревьев охиа (Metrosíderos polymorpha), коа (Acacia koa) и других эндемиков. Держится в парах или небольших семейных группах, проводя большую часть времени в поисках пищи среди листьев и стволов деревьев. Питается насекомыми, ягодами и нектаром. Размножается в течение всего года и образует моногамные пары, которые остаются вместе длительный период. Гнездо чашеобразной формы строят на верхних ветвях деревьев охиа. Строительством занимаются оба партнёра. В кладке три розовых яйца. Инкубация длится две недели. Через две с половиной недели после вылупления птенцы покидают гнездо, но остаются с родителями ещё некоторое время.